# Денні Гей
Денні Гей (англ. Danny Hay, нар. 15 травня 1975, Окленд) — новозеландський футболіст, що грав на позиції захисника. По завершенні ігрової кар'єри — тренер. З 2019 року очолює тренерський штаб збірної Нової Зеландії.
Виступав, зокрема, за клуб «Лідс Юнайтед», а також національну збірну Нової Зеландії.

## Клубна кар'єра
Свою кар'єру футболіста розпочав у команді «Вайтакере Юнайтед», з якою став чемпіоном Нової Зеландії в 1995 році. У 1996 році перейшов до «Сентрал Юнайтед», з яким вийшов у серію плей-оф однак у півфіналі клуб поступився його колишньому клубу «Вайтакере Юнайтед».
У 1997 році Денні перебрався в Австралію у клуб «Перт Глорі» за який відіграв за 2 сезони 42 гри і забив 2 голи у австралійській Національній футбольній лізі. При цьому у 1998 та 1999 роках Гей був визнаний найкращим гравцем клубу.
Влітку 1999 року Гей перейшов в «Лідс Юнайтед», ставши першим новозеландцем, який отримав контракт клубу англійської Прем'єр-ліги. Втім у сезоні 1999/00 Денні виступав у чемпіонаті резервістів. В результаті Гей дебютував у основному складі тільки 13 вересня 2000 року в матчі Ліги чемпіонів проти «Барселони», вийшовши на заміну на 89 хвилині замість Лукаса Радебе.. Завдяки цьому Гей став лише другим новозеландцем після легендарного Вінтона Руфера, що зіграв у найпрестижнішому європейському турнірі. В Прем'єр-лізі дебютував 30 вересня 2000 року в матчі проти «Тоттенгем Готспур». Втім через травми Денні не зумів закріпитись в команді і всього за клуб провів 4 гри в АПЛ і по одній грі в Лізі чемпіонів і Кубку ліги, тому у травні 2002 року покинув команду по завершенню контракту.
Сезон 2002/03 Гей провів у складі «Волсолла» в Першому дивізіоні (другий щабель англійського футболу), провівши у складі команди за півтора роки 45 матчів у чемпіонаті.
На початку 2004 року Гей повернувся в Нову Зеландію, де взяв участь в останньому сезоні австралійської Національної футбольної ліги у складі клубу «Футбол Кінгз». Пізніше клуб був переформований в «Нью-Зіленд Найтс» для участі в А-лізі, а Гей був призначений першим капітаном клубу. Перший сезон для клубу закінчився невдало і Денні перебрався в австралійський клуб «Перт Глорі», однак у його складі закріпитись не зміг.
Завершив ігрову кар'єру у команді «Вайтакере Юнайтед», за яку виступав протягом 2006—2009 років і був капітаном. За цей час ставав чемпіоном країни і двічі переможцем Ліги чемпіонів ОФК.

## Виступи за збірну
29 вересня 1996 року дебютував в офіційних матчах у складі національної збірної Нової Зеландії в товариській грі проти Оману під час турне збірної по Оману, Саудівській Аравії, Катару та Лівану.
Перший гол за збірну Гей забив у матчі проти Фіджі в півфіналі Кубка націй ОФК 1998 року в Австралії. Цей гол став єдиним у матчі і допоміг новозеландцям вийти до фіналу проти Австралії, обігравши яку новозеландці стали чемпіонами Океанії.
Згодом у складі збірної був учасником Кубка конфедерацій 2003 року у Франції. Денні зіграв у двох із трьох матчах — проти Колумбії та Франції, але його команда програла всі три гри і не вийшла з групи.
У 2006 році Гей був призначений капітаном збірної Нової Зеландії, але вже наступного року вирішив завершити кар'єру у збірній. Всього протягом кар'єри у національній команді, яка тривала 12 років, провів у її формі 31 матч, забивши 2 голи.

## Кар'єра тренера
Розпочав тренерську кар'єру тренуючи команду коледжу в Окленді, з якою вигравав національний чемпіонат середніх шкіл у 2011, 2014 та 2016 роках.
Був головним тренером юнацької збірної Нової Зеландії до 17 років з якою виграв юнацький чемпіонат ОФК 2017 року, а також керував командою на юнацьких чемпіонатах світу 2015 та 2017 років, на першому з яких дійшов до 1/8 фіналу, але другого разу не зумів повторити успіх, не вийшовши з групи.
Паралельно з 2017 року Гей тренував «Істерн Сабарбс», з яким став чемпіоном Нової Зеландії у сезоні 2018/19.
26 серпня 2019 року був призначений головним тренером збірної Нової Зеландії, ставши лише другою в історії людиною, що був і капітаном і головним тренером цієї збірної. До цього це вдавалось лише Рікі Герберту. У першій грі Гея Нова Зеландія програла 1:3 у товариському матчі проти Ірландії.

## Титули і досягнення

### Як гравця
- Чемпіон  новозеландської Національної футбольної ліги (1): 1995
- Чемпіон Прем'єршипу Нової Зеландії: 2007/08
- Володар Кубка націй ОФК: 1998
- Переможець Ліги чемпіонів ОФК (2): 2007, 2007–08

### Як тренера
- Переможець юнацького чемпіонату ОФК: 2017
- Чемпіон Прем'єршипу Нової Зеландії: 2018/19